# Houari Dauphin
Houari Siouani, connu sous le nom de Houari Dauphin, né le 10 mai 1971 à Oran est un chanteur algérien de raï.

## Biographie
Il a vécu son enfance entre Derb et Paradis (Aïn El Turk) dans la maison de sa grand-mère, sa mère étant morte lors de son enfance.
À l'âge de quinze ans, Houari commence à chanter le raï dans les restaurants et pour des fêtes. Particulièrement attiré par la musique et le chant, à un âge précoce, il s'est inscrit au conservatoire d’Oran, le temps de se familiariser avec les gammes musicales.
Après ce passage, il fait ses premières scènes. Jeune et ambitieux, les fêtes nuptiales organisées dans la ville et les bourgs alentour n’ont aucun secret pour lui. Il est invité, à chaque fois, à y chanter avec son petit orchestre. Gagnant en assurance, Houari dauphin voit sa réputation et sa carrière se construire.
En 1996, alors qu’il se produit aussi dans une discothèque baptisée «Le dauphin rose», d'où il a pris le surnom de Dauphin il sort son premier album dont les paroles sont écrites par Aziz Gourbali, tandis que les compositions portent sa signature. Trois musiciens l’accompagnent sur cet opus : Ali Bouabdellah, Hocine Cheriet et Houari Choumal. L’album, dont le titre phare est Ya lemouima khelini n’rouh, marche fort. Le public commence à s’emballer pour cette voix rocailleuse qui sait si bien parler de sentiments, de paix et de toutes les préoccupations de la jeunesse. Par la suite, il enchaine des tournées en: France, Suisse, Belgique, Norvège, Suède, Hollande et même le Canada.
Houari a été un animateur de quelques festivals en Algérie comme le festival du film d'Oran ou le Festival de la chanson arabe de Djemila et dans les pays voisins en Tunisie et au Maroc.
Houari enregistre de nombreux albums. En près de dix ans, il compte environ une quarantaine de cassettes sur le marché. Ses titres les plus connus sont : Kif ray ihabalni et Mamamiya, sortis en 1997, Wili wili ma daret fiya chira, sorti en 1999, Nekri l’oumri fe Sheraton, sorti en 2001, Chal nebghi n’qalach aâmri, datant de 2002, Je pense à toi, sorti en 2004, mhatma nkhalik, sorti en 2006. 

## Albums
- 2002 :Ma Tloumouniche avec Kheira
- 2002 :Declarit El Hob Alik avec Kheira
- 2005 :Mal Omri Tebki
- 2006 :Ghalta El Dertiha
- 2007 :Mazal Ma Brit Meli Kwak
- 2008 :amounti nbghik
- 2010 : Cheraton
- 2010 : Taarfini Nabghik
- 2010 : Houari Dauphin
- 2010 : Taxi
- 2010 : Hbibate galbi
- 2010 : Je Pense A Toi, Je Pense
- 2011 : Mal Omri Tebki
- 2011 : Chkoun li teayatli
- 2011 : Razki ou mali
- 2011 : Chkoun li teayate li
- 2011 : Khayef Alik
- 2011 : Rodi balek
- 2011 : Mehatema Nekhalik
- 2012 : C'est facile narbahlek l'aib
- 2012 : Ila bghat
- 2012 : Houari Dauphin & Adel Amine
- 2013 : Best of Houari Dauphin (11 Hits)
- 2013 : Romeo et Juliette
- 2014 : Houari Dauphin, Fiha Dauphin - Raï masters, vol 11 of 15
- 2014 : Dertili Raghewa
- 2015 : Zahri
- 2015 : Very Best of Houari Dauphin
- 2016 : Ya Malak